# Öffentliche Grigori-Kanowitsch-Bibliothek der Rajongemeinde Jonava

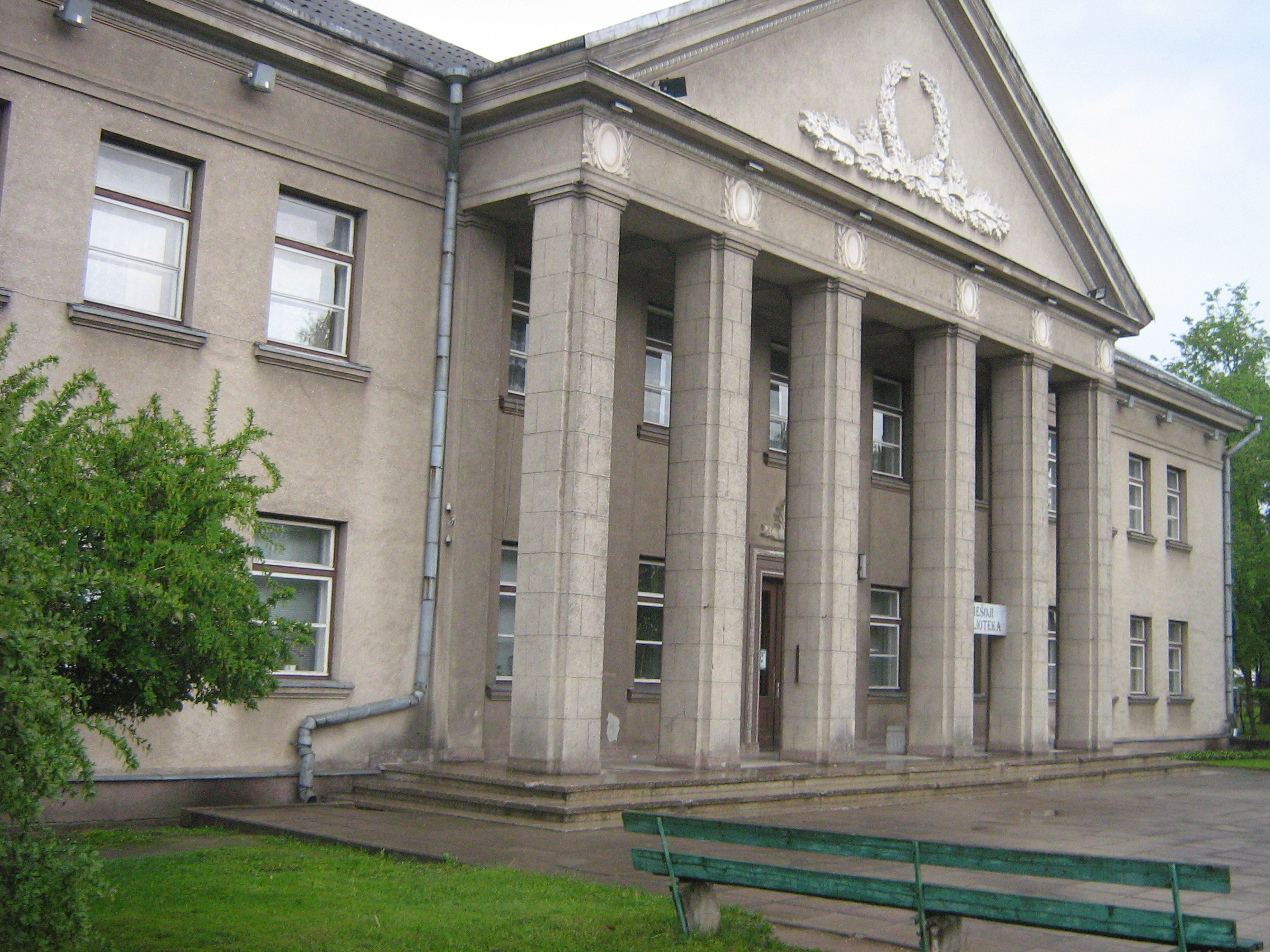
Bibliothek

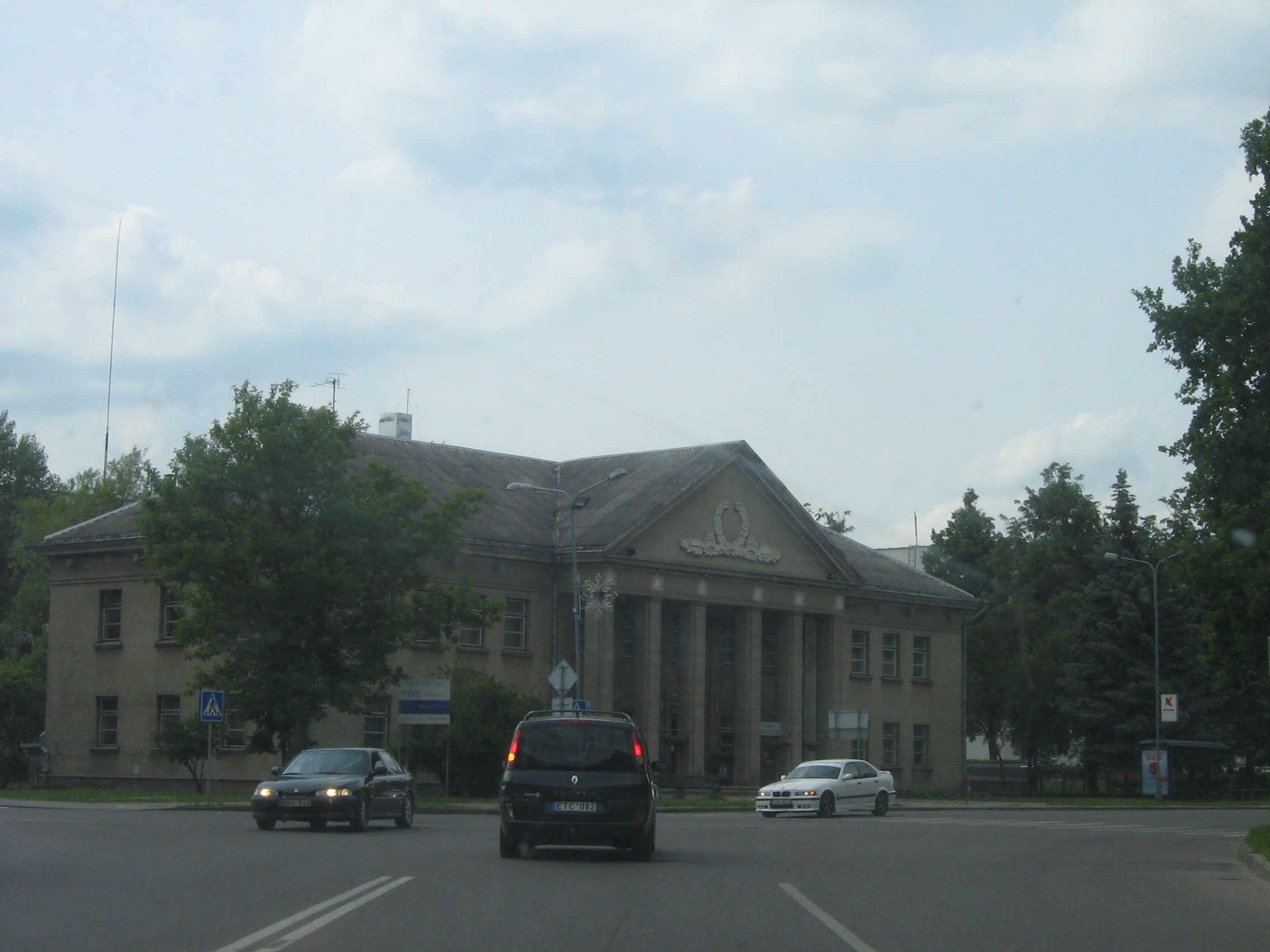
Bibliothek von der Jeronimas-Ralys-Straße aus

Die Öffentliche Grigori-Kanowitsch-Bibliothek der Rajongemeinde Jonava (litauisch Jonavos rajono savivaldybės Grigorijaus Kanovičiaus viešoji biblioteka) ist eine Bibliothek in Jonava, Bezirk Kaunas (Litauen). Sie hat 16 Filialen in der Rajongemeinde Jonava (in Orten wie Rimkai, Batėgala, Bukonys, Čičinai, Išorai, Kuigaliai, Kulva, Liepiai, Panoteriai, Rukla, Šilai, Upninkai, Žeimiai etc.). Adresse lautet Žeimių g. 9, Jonava, LT-55158.

## Geschichte
1939 wurde in der jetzigen Prezidento-Straße die Staatliche Bibliothek Jonava (Jonavos valstybinė viešoji biblioteka) errichtet. 1941 wurde sie geschlossen und 1945/46 neu gegründet. 1950 wurde sie zur Rajonsbibliothek (da Jonava zum Rajonszentrum wurde). 1992 bekam die Zentralbibliothek des Rajons Jonava die gegenwärtigen Räume in der Žeimiai-Straße.
2023 erhielt sie den Namen von Grigori Kanowitsch, der jüdischer Schriftsteller war. 

## Struktur

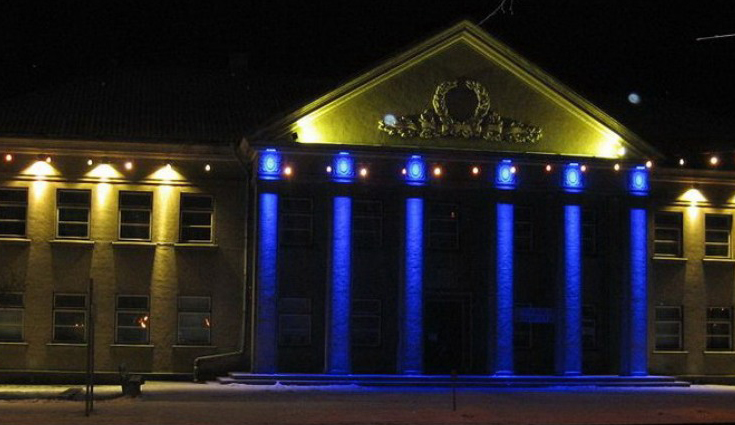
In der Winterzeit

| - Verwaltung - Abteilung für Komplektation - Leserabteilung | - Abteilung für Kinderliteratur - Abteilung für Information und Landeskunde - Haushaltsabteilung |

## Leitung
- Direktorin: Skirmutė Gajauskaitė
- Stellv. Direktorin: Dalia Plaktonienė